# Leptogaster clavistyla
Leptogaster clavistyla är en tvåvingeart som först beskrevs av Camillo Rondani 1848.  Leptogaster clavistyla ingår i släktet Leptogaster och familjen rovflugor. Inga underarter finns listade i Catalogue of Life.